# Saadun Hammadi

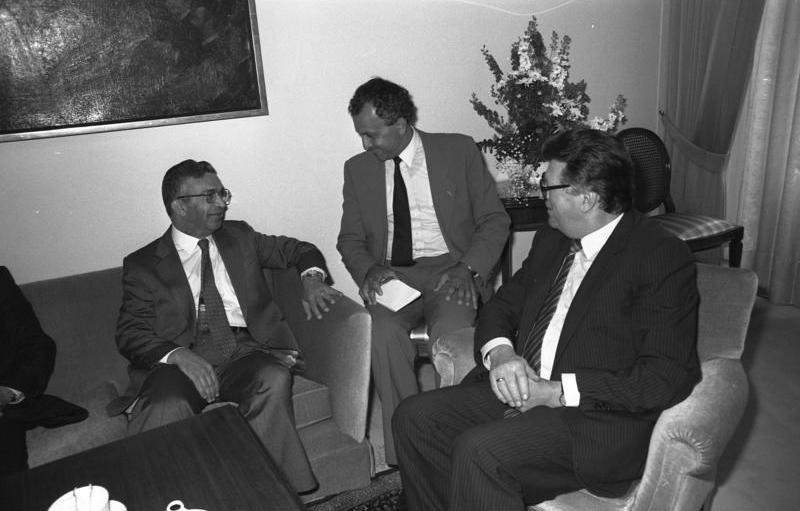
Parlamentspräsident Saadun Hammadi 1987 bei seinem damaligen Amtskollegen Jenninger in Bonn

Saadun Hammadi (arabisch سعدون حمادي, DMG Saʿdūn Ḥammādī; * 22. Juni 1930 in Kerbela; † 14. März 2007 in Deutschland) war ein schiitischer irakischer Politiker panarabischer Ausrichtung und Diplomat. Unter dem Baath-Regime war er bis 2003 Ölminister, Außenminister, Premierminister und Parlamentspräsident des Irak.
Hammadi schloss sich 1950 während seines Studiums an der American University of Beirut (AUB) der Baʿth-Partei des Libanon an, in der er sich sehr aktiv engagierte und in der Parteihierarchie bald zum Parteisekretär für die Sektion Beirut (ʾamīn sir šuʿba lubnān) aufstieg. Wie Fuʾad al-Rikabi warb er während der Semesterferien in seiner Heimatstadt im Irak aus seinem vorrangig schiitischen Verwandten- und Bekanntenkreis Mitglieder für die Partei (bzw. den irakischen Zweig der Baʿth-Partei) an und erhöhte damit deutlich deren Anteil an Schiiten.
1952 graduierte Hammadi an der AUB und nahm, wieder zurück im Irak, eine Stelle als Lehrer in Najaf an. In der irakischen Baʿth wurde er nun Mitglied des Kulturbüros der Partei. Ein Stipendium erlaubte ihm ein Doktorandenstudium an der University of Wisconsin–Madison, wo er 1957 promoviert wurde. Im gleichen Jahr kehrte er nach Bagdad zurück, wo er als Dozent an der Fakultät für Landwirtschaft der Universität Bagdad lehrte. Auf dem 2. Parteitag im März 1958 wurde Hammadi in das Führungsgremium der irakischen Baʿth-Partei (qīyāda quṭriyya) gewählt, nach der Revolution vom 14. Juli 1958 wurde er außerdem Chefredakteur der von der Baʿth gegründeten irakischen Tageszeitung Al-Jumhuriyya (dtsch.: Die Republik).
1961 verließ Hammadi den Irak – der Druck Qasims auf die Baʿth-Partei war ihm zu groß geworden – und wurde bis 1962 stellvertretender Leiter einer Abteilung (Economic Research) der libyschen National Bank in Tripolis, ehe er 1963 nach dem Sturz ʿAbd al-Karim Qasims wieder in den Irak zurückkehrte und unter ʿAbd al-Salam ʿArif Minister für Bodenreformen wurde.
Nach der vorübergehenden (bis 17. Juli 1968) Entmachtung der Baath-Partei durch ʿAbd al-Salam ʿArif Ende 1963 ging Hammadi ins Exil nach Syrien, wo ebenfalls die Baath-Partei an die Macht gelangt war, und war 1964–1965 wirtschaftlicher Berater des syrischen Präsidialrates, 1965–1968 Mitglied der syrischen Wirtschaftsdelegation bei den UN in Damaskus.
Nachdem die Baath-Partei 1968 die Macht im Irak zurückerlangte wurde Hammadi von ʾAhmad Hassan al-Bakr die Leitung der Iraq National Oil Company, INOC, übertragen. 1970 folgte er Rashid Rifaʿi als Ölminister und war als solcher ab 1972 neben Fakhri Kaddori und ʾAdnan al-Hamdani unter der Leitung von Saddam Hussein wesentlich für die Nationalisierung der Iraq Petroleum Company, IPC, verantwortlich.
Zwischen 1974 und 1983 war Hammadi Außenminister des Irak und damit maßgeblich beteiligt am Frieden von Algier mit dem Iran (1975), an der Gründung einer Ablehnungsfront gegen Israel und Ägypten (1977) und am Versuch einer Aussöhnung mit Syrien auf dem Gipfeltreffen der Arabischen Liga in Bagdad (1978). Im Jahre 1983 wurde er von Tariq Aziz abgelöst und vom Parlament für den Posten des Parlamentspräsidenten gewählt (in der irakischen Präsidialrepublik zwar machtlos, formal aber dem Rang eines Premierministers entsprechend). Im Juni 1989 wurde Hammadi Vizepremier.
Zwischen 1986 und 2003 war Hammadi zudem Mitglied des obersten Revolutionären Kommandorates, RKR. Während des Krieges um Kuwait 1990/91 war er Sondergesandter von Saddam Hussein. Nach der irakischen Niederlage im Golfkrieg gab Saddam Hussein das Amt des Premierministers auf, Hammadi wurde im März desselben Jahres zum Premier ernannt. Zwar wurde Hammadi schon im September 1991 als Premier durch Muhammad Hamza az-Zubaidi ersetzt, im November 1991 wurde er aber zum Präsidialberater berufen.
1996 besiegte Hammadi bei den Parlamentswahlen im Bagdader Wahlkreis Mansur Udai Hussein, den Sohn des Präsidenten, und wurde erneut Parlamentspräsident (bis zur Flucht nach dem Irak-Krieg 2003).
Trotz seines fortgeschrittenen Alters befand sich Hammadi nach seiner Gefangennahme im Mai 2003 neun Monate lang in Kriegsgefangenschaft bzw. in Haft. Nach seiner Haftentlassung im Februar 2004 reiste er zur medizinischen Behandlung nach Jordanien, Libanon und Deutschland. Anfang 2005 ließ er sich in Qatar nieder. Am 14. März 2007 starb Saʿdun Hammadi im Alter von 76 Jahren in Deutschland.